# スホーイ・スーパージェット 130
スホーイ・スーパージェット130
Sukhoi Superjet 130
Сухой Суперджет-130
- 用途：旅客機
- 分類：リージョナルジェット
- 設計者：スホーイ
- 製造者：KnAAPOを予定
- 運用状況：開発中止

スホーイ・スーパージェット 130 (ロシア語: Сухой Суперджет 130) は同様にスーパージェットNGとしても知られるスホーイと統一航空機製造会社で開発されていたナローボディ中距離ジェット旅客機である。 スホーイ・スーパージェット100を原型として130-145座席で胴体延長型のスーパージェットとイルクート MS-21の間の需要を満たす事を企図している。国際市場においてボンバルディア Cシリーズ、エアバスA320、小型版のボーイング737 NGと競う予定であった。いくつかの SSJ 100の供給会社はSSJ 130NGでは外される可能性があった。

## 開発
2011年にロシアの産業商務省は2011年度のMPT報告書で先進的な商用機の開発構想を発表した。これがSSJ 130NGの始まりだった。
開発は2012年8月に再確認された。スーパージェットNG計画の資金調達は2013年8月初頭の時点では2016年に開始し、最初の機体が2020年に就航予定であった。しかし、2013年8月14日に技術的に困難であることなどから資金供給が停止された。

## 設計
SSJ 130NGはアルミニウム製の胴体を備え、全長は長くなる予定だった。中央部、主翼、昇降舵、方向舵は複合材製で、スホーイは新素材の採用により他の商用機よりも15から20%軽量化し、20%から30%運用期間を増やし、運行費用を10から12%減らせ、機体の製造工程におけるエネルギー消費を10から15%減らせるとしていた。主翼はイルクート MS-21の複合材製の主翼を元に開発されるとされた。エンジンはSaM146が機体規模に見合う推力を有していなかったため国産のPD-10(推力108kN）あるいはプラット・アンド・ホイットニー PW1000G(推力110kN)を備えるとされたが最終決定は、最初の試験の結果まで無期限に延期された。

## 仕様諸元
|                | スーパージェット NG                                                                                        | |                                                                     |                                                                     |
| 乗員           | 2 | 2 |                                                                     |                                                                     |
| 乗客数         | 145 (1クラス, 過密) 130 (1クラス, 標準) 120 (2クラス, 標準)                                                | 145 (1クラス, 過密) 130 (1クラス, 標準) 120 (2クラス, 標準)                                                |                                                                     |                                                                     |
| 座席間隔       | 30 in (76 cm) (1クラス, 過密), 32 in (81 cm) (1クラス, 標準) 36 in (91 cm) & 32 in (81 cm) (2クラス, 標準) | 30 in (76 cm) (1クラス, 過密), 32 in (81 cm) (1クラス, 標準) 36 in (91 cm) & 32 in (81 cm) (2クラス, 標準) |                                                                     |                                                                     |
| 胴体最大径     | 3.35 m (11 ft 0 in)                                                                                        | 3.35 m (11 ft 0 in)                                                                                        | 3.35 m (11 ft 0 in)                                                 | 3.35 m (11 ft 0 in)                                                 |
| 客室幅         | 3.236 m (127.4 in)                                                                                         | 3.236 m (127.4 in)                                                                                         | 3.236 m (127.4 in)                                                  | 3.236 m (127.4 in)                                                  |
| 客室高         | 2.12 m (6 ft 11 in)                                                                                        | 2.12 m (6 ft 11 in)                                                                                        | 2.12 m (6 ft 11 in)                                                 | 2.12 m (6 ft 11 in)                                                 |
| 座席間隔       | 51 cm (20 in)                                                                                              | 51 cm (20 in)                                                                                              | 51 cm (20 in)                                                       | 51 cm (20 in)                                                       |
| 座席幅         | 46.5 cm (18.3 in)                                                                                          | 46.5 cm (18.3 in)                                                                                          | 46.5 cm (18.3 in)                                                   | 46.5 cm (18.3 in)                                                   |
| 一人辺りの体積 | 0.07 m3 (2.5 cu ft)                                                                                        | |                                                                     |                                                                     |
| エンジン (x 2) | アヴィアドヴィガーテリ PD-10 プラット・アンド・ホイットニー PW1000G                                        | アヴィアドヴィガーテリ PD-10 プラット・アンド・ホイットニー PW1000G                                        | アヴィアドヴィガーテリ PD-10 プラット・アンド・ホイットニー PW1000G | アヴィアドヴィガーテリ PD-10 プラット・アンド・ホイットニー PW1000G |
| ファン直径     | PD-10: 1,677 mm (66.0 in)                                                                                  | |                                                                     |                                                                     |
| 最大推力 (x 2) | PD-10: 108 kN (10,900 kgf; 24,000 lbf)                                                                     | |                                                                     |                                                                     |

## 文献
- Lake, Jon. "Russia's Regional Jet". Air International, Vol. 78, No. 5, May 2010, pp. 54–60. Stamford, UK: Key Publishing. ISSN 0306-5634.